# Убей меня, Эйс!
Летута Олег Анатольевич (род. 6 августа 1997, Чернигов, Украина), известный под псевдонимом Убей меня, Эйс! (англ. Kill me, Ace!) — украинский продюсер и исполнитель пост-панка из Чернигова.

## Проекты

### Blue Jay Way
Первая группа, в которой находился Олег, как вокалист и фронтмен. Образовались в феврале 2015 года, вместе с лучшим другом Ромой (гитарист «Blue Jay Way») и Артемом (басист). Сам Олег говорил о группе так:
«Я пытаюсь развивать черниговский андеграунд и выводить его на более высокий уровень. Поднять черниговскую музыку чуть-чуть выше, чтобы фраза: „выступить в Чернигове“ звучала престижно.»
В 2016 году группа расформировалась. В 2020 году 21 мая был выпущен на платформы старый трек Loser

## Kill me, Ace!
Изначально, название проекта было на английском языке Kill me, Ace! Олег взял название из реплики персонажа фильма «Останься со мной», основанного на повести Стивена Кинга «Тело».
You’re gonna have to kill me, Ace — Крис Чемберз «Останься со мной»
Первые работы были на английском языке, которые были ориентированы на зарубежного слушателя. Убей меня, Эйс — это диалог и монолог двух персонажей: неизвестного «кто-то» и его внутреннего урода по имени Эйс. Главным инструментом для создания фона их разговору является музыка, которая вскрывает характер их встречи. Как говорит сам Олег в подкасте:
«Проект должен был быть происходить в форме такого комикса.»
За время проекта были выпущены 6 синглов и один не изданный альбом «Songs from the rooms of blocks of flats» 14 ноября 2018 года.

## Убей меня, Эйс!
Увидев больший приток аудитории из стран постсоветского пространства перешел на русский язык исполнения. Олег говорит об этом так:
«Перешел я на русский язык по очень простой причине. Очень интересно писать ломаную дисгармоничную музыку на иностранном языке, получать какой-то минимальный фидбек из границы, но я не увидел смысла в экспериментах, которые никто не видит и никто не слышит. А для музыканта, который для себя всё решил, ровно также, как и для самоубийцы было понятно, что любым путём нужно было что то делать.»
Первой песней, выпущенной Олегом на русском языке, является трек «Мой милый убийца (ft. Киса в колесе)», вышедший 31 декабря 2019 года.

19 июня 2020 года вышел инди альбом «МЫ — Тоска». Сам исполнитель называет этот альбом лучшим и легендарным. Что говорит Олег о своем альбоме:
Этот альбом сочинялся с конца ноября, по средину апреля. Альбом сочинялся в Аду, в котором я так нехотя сгорал, и это не преувеличение, аллегория, метафора и блаблабла (когда-нибудь, где-нибудь это будет рассказано. Но это не точно. Тут главное «выжить»).
11 ноября того же года, вышел альбом «Деменция прекокс и бродяжничество», а на трек «Твой сосед» был снят клип и опубликован 20 ноября на YouTube.
Во время полномасштабного российского вторжения на Украину в 2022 году выпустил сингл E373, посвященный теме хаоса и ужаса войны.
26 августа 2022 года был издан старый, англоязычный альбом «Songs from the rooms of blocks of flats», времен проекта Kill me, Ace! в который было собрано много неизданных композиций.
21 февраля 2023 года был выпущен на YouTube трек под названием «Не волнуйся», не вошедший в прошлый материал. Также незадолго до этого был анонсирован альбом и сингл, релиз которых намечен на март.
23 марта 2023 года выпустил полноценный альбом «Шесть способов перепрыгнуть воронку», до этого выпустив из него трек 9 марта «Утиные истории».
7 марта 2024 года вышел LP под названием «Стены и другие друзья», в который вошли прошлые синглы «Omen» и «Не волнуйся».

## Дискография

### Альбомы
- 2020 — «МЫ — Тоска»
- 2020 — «Деменция прекокс и бродяжничество»
- 2021 — «Глаза. Рты. И что-то человеческое. Часть 1»
- 2021 — «Глаза. Рты. И что-то человеческое (часть 2)»
- 2022 — «Songs from the Rooms of Blocks of Flats (Remastered 2022)»
- 2023 — «Шесть способов перепрыгнуть воронку»
- 2024 — «Стены и прочие друзья»
- 2025 — «Где моя сдача, господин Бог?»

### Мини альбомы
- 2019 — «Ничего страшного»
- 2019 — «The Art of Blowing Things Up»
- 2020 — «Хуже, чем вчера — завтра не будет»

### Синглы
- 2018 — «The Happiest Idiot»
- 2019 — «Kill Me, Ace!»
- 2019 — «Opera De Sauvetage»
- 2019 — «Instincts»
- 2019 — «Psycho»
- 2019 — «Мой милый убийца feat. киса в колесе»
- 2019 — «Танцуй»
- 2019 — «Выжить»
- 2020 — «Ничего святого»
- 2020 — «Полонская»
- 2020 — «Малая»
- 2020 — «Червь»
- 2020 — «Вокзалы»
- 2020 — «Время не ждёт (Трибьют „Центру“)»
- 2020 — «Кис-панк»
- 2021 — «Корабли feat. Опиа»
- 2022 — «Лоудердейл»
- 2022 — «Е373»
- 2023 — «С гланд, с колен (Remix CURSEDEVIL, sense of remose)»
- 2024 — «След»
- 2024 — «Там где рты рычат»
- 2025 — «Никто не виноват»